# ティムタム

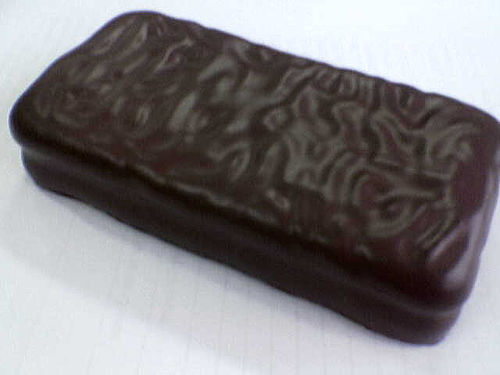
ティムタム

ティムタム（Tim Tam）は、オーストラリアのアーノッツ・ビスケット社が1963年から製造・販売しているチョコレートビスケットの菓子である。オーストラリア以外では、ニュージーランド、ニューカレドニア、アメリカ合衆国、カナダ、日本、スウェーデン、インドネシアなどで販売されている。

## 概要
ビスケットに様々なフレーバーのクリームを挟み、全体をチョコレートでコーティングしたもの。その商品名は、創業者の1人であるロス・アーノットが1958年に米国でケンタッキーダービーを観戦した際優勝したサラブレッド競走馬「ティムタム」（23勝し殿堂入りした）から名付けられた。
オーストラリアのスーパーマーケットや土産物店で容易に入手でき、オーストラリア土産としても人気定番商品のひとつである。
アーノッツ社は、現在は米国キャンベル・スープ・カンパニーの傘下にあり、ティムタムは米国やカナダなどでも輸入菓子の人気商品である。オーストラリアの隣国インドネシアでは現地生産されており、本国オーストラリアよりやや安い価格で販売され、やはり人気の商品である。
日本国内でティムタムの輸入はキャンベルジャパン株式会社が行うが、現地でしか入手できないフレーバーも存在する。他社による並行輸入もされているがこの場合、オーストラリア製ではなくインドネシア製の場合もある。

## 種類
- Original
- Chewy Choc Fudge
- Chewy Caramel
- Mocha Coffee
- Double Coat
- Chilli Choc Fling
- Tia Maria
- Classic Dark
- Creamy Truffle Temptation
- Black Forest Fantasy
- Hazelnut Praline
- Love Potion
- Choc Orange